# Північно-Кузбаський ВТТ
Північно-Кузбаський ВТТ (рос. СЕВЕРО-КУЗБАССКИЙ ИТЛ, Севкузбасслаг) — підрозділ системи виправно-трудових установ ГУЛАГ.
Організований 04.03.47 на базі підприємств тресту «Севкузбасслес» і Анжерського хутроліспункту;

діючий на 01.01.60.

## Підпорядкування і дислокація
- ГУЛЛП (лісової промисловості) з 04.03.47 ;
- ГУЛАГ МЮ з 02.04.53;
- ГУЛАГ МВС з 28.01.54 ;
- ГУЛЛП з 02.08.54;
- ГУЛАГ МВС з 13.06.56;
- ГУВТК МВС СРСР з 27.10.56;
- МВС РРФСР з 01.12.57;
- ГСЛ (Головспецліс) МВС РРФСР з 05.02.58.

Дислокація: ст. Яя Томської залізниці;

Кемеровська область, Анжеро-Судженський р-н, р.п. Яя

## Виконувані роботи
- лісозаготівлі,
- обслуговування лісокомб., ЦРМ,
- автогаражні, вантажно-розвантажувальні, с/г і будів. роботи,
- швейне виробництво,
- буд-во домобудів. цеху, вузькоколійних залізниць і автодоріг, виробництво цегли.

## Чисельність з/к
- 01.06.47 — 4207,
- 01.01.48 — 15 107,
- 01.01.49 — 19 790,
- 01.01.50 — 18 168,
- 01.01.51 — 18 930,
- 01.01.52 — 17 520,
- 01.01.53 — 18 174,
- 15.07.53 — 9643 ;
- 01.01.54 — 8976,
- 01.07.55 — 11 948,
- 01.01.56 — 12 379,
- 01.01.57 — 12 880,
- 01.01.59 — 11 341,
- 01.01.60 — 10 260